# Kalber Bach
Der Kalber Bach ist ein 6,5 km langer Bach in der Gemeinde Kalbe im Landkreis Rotenburg (Wümme) in Niedersachsen, der von rechts und Osten in die Oste mündet.

## Geographie

### Verlauf
Der Kalber Bach entspringt südlich am Thörenwald nordöstlich von Kalbe gegen Kalbe zu. Er quert die Autobahn A1 in südlicher Richtung, nimmt mehrere Nebenbäche aus dem Naturschutzgebiet Everstorfer Moor auf und verläuft im südlichen Weichbild von Kalbe an der Klärteichanlage Kalbe vorbei. Er unterquert die Eisenbahn Zeven-Tostedt und die Landstraße 142 in südlicher Richtung und mündet bei Burgsittensen von rechts und Osten in die Oste.

## Zustand
Der Kalber Bach ist im gesamten Verlauf kritisch belastet (Güteklasse II-III).

## Befahrungsregeln
Zum Schutz, dem Erhalt und der Verbesserung der Fließgewässer als Lebensraum für wild lebende Tiere und Pflanzen erließ der Landkreis Rotenburg (Wümme) 2015 eine Verordnung für sämtliche Fließgewässer. Seitdem ist das Befahren des Flusses von der Quelle bis zur Mündung ganzjährig verboten.